# EasyJet Switzerland
EasyJet Switzerland SA là một hãng hàng không chi phí thấp có trụ sở tại Meyrin, Thụy Sĩ ở Đại đô thị Geneva , điều hành các chuyến bay thường lệ dưới thương hiệu easyJet từ sân bay quốc tế Geneva Cointrin và sân bay quốc tế Basel-Mulhouse.
Hãng được thành lập ngày 18 tháng 5 năm 1988 với tên TEA Basel và bắt đầu hoạt động vào ngày 23 tháng 3 năm 1989 như là một phần của tập đoàn TEA gồm các hãng hàng không cung cấp các chuyến bay thuê chuyến từ các điểm đến châu Âu. Vào tháng 3 năm 1998, easyJet mất 40% cổ phần trong hãng hàng không, bắt đầu dịch vụ nhượng quyền thương mại vào ngày 01 tháng 4 năm 1999. Trong năm 2013, hãng này đã thuộc sở hữu của các nhà đầu tư tư nhân (51%) và easyJet plc (49%) và có 770 nhân viên.

## Đội tàu bay

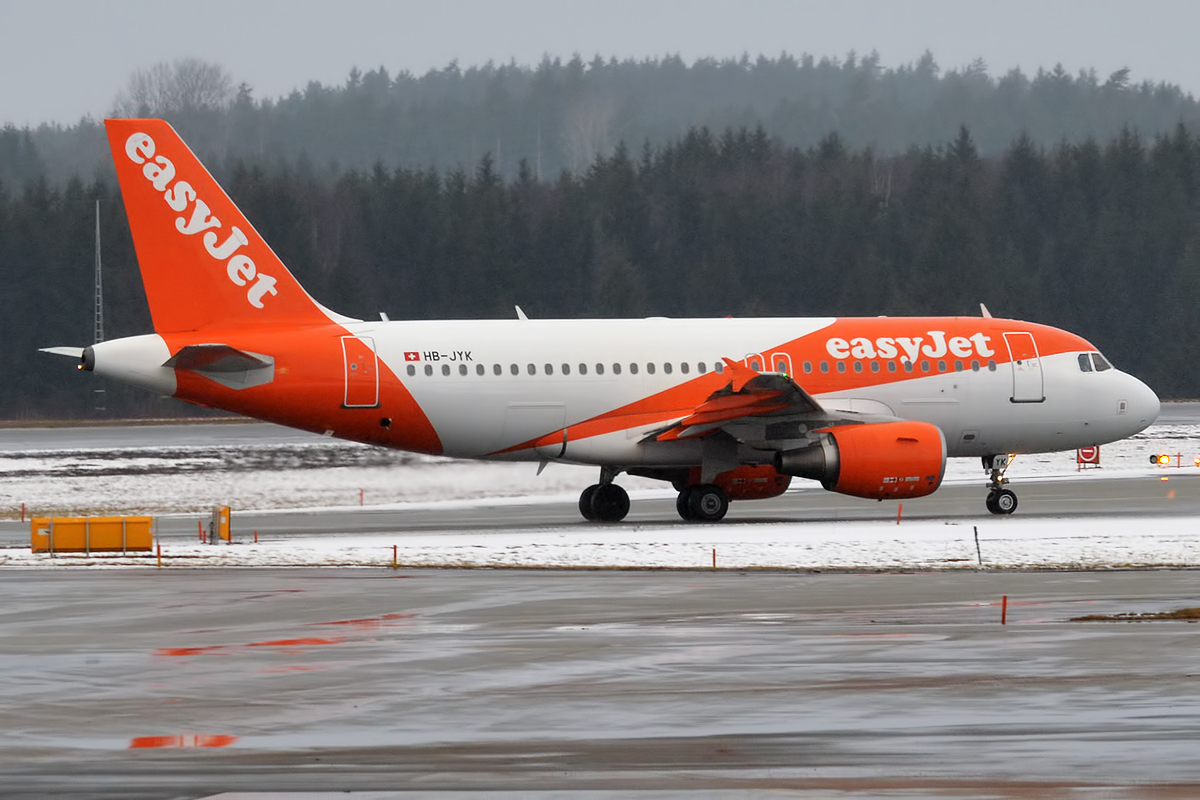
Airbus A319

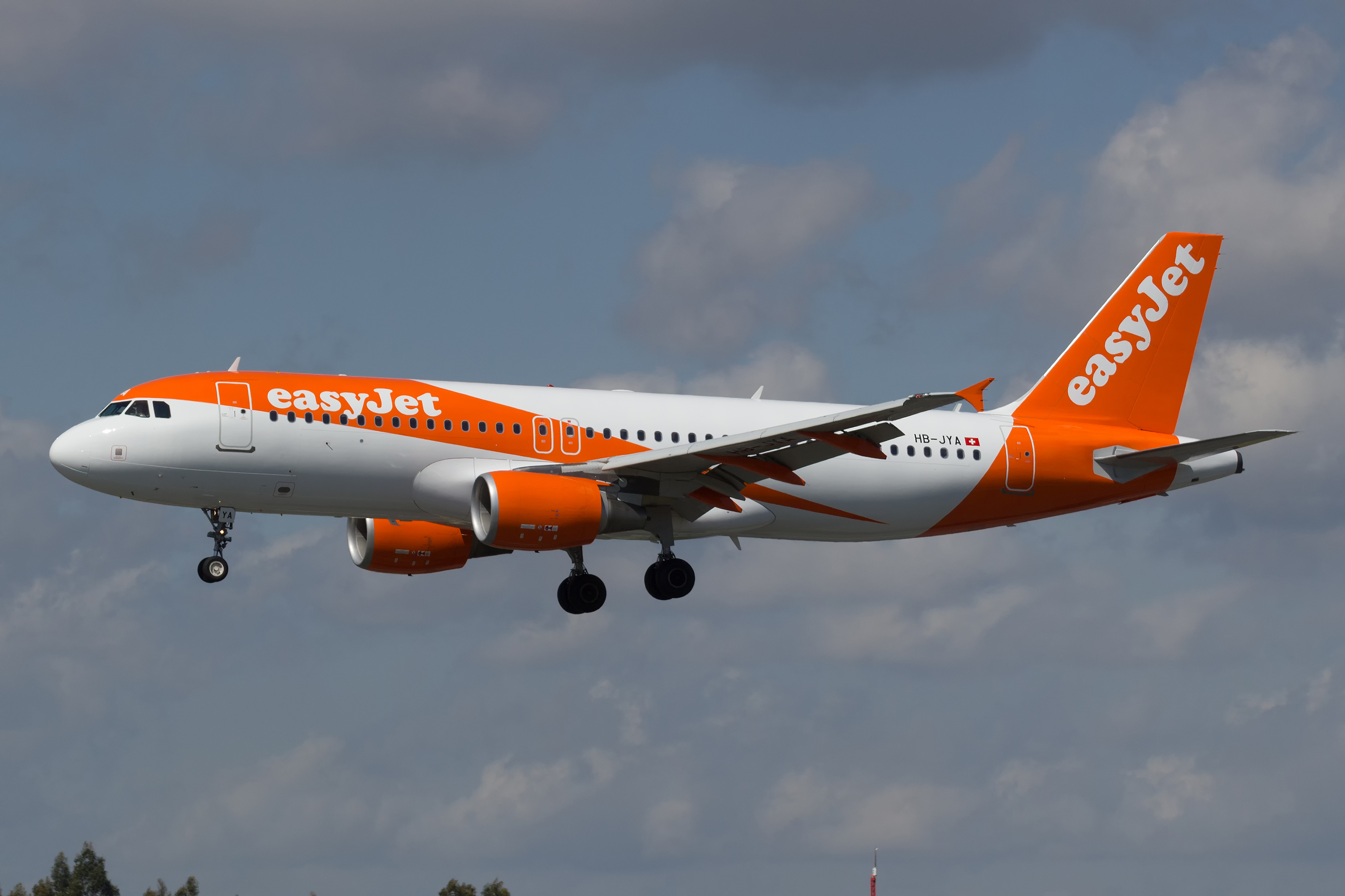
Airbus A320

Thời điểm tháng 10/2019, đội tàu bay easyJet Switzerland có các tàu bay sau: